# Florida State Road 4
Die Florida State Road 4 (kurz FL 4) ist eine in Ost-West-Richtung im Florida Panhandle verlaufende State Route im US-Bundesstaat Florida.
Die State Road beginnt am U.S. Highway 29 in Century und endet nach 72 Kilometern in Milligan am U.S. Highway 90. Etwa fünf Kilometer nach Century überquert sie den Escambia River und trifft in Jay anschließend auf die State Road 89. Westlich von Berrydale trifft die FL 4 auf die State Road 87 und in Baker auf die State Road 189.
Die Straße führt durch die Countys Escambia, Santa Rosa und Okaloosa.